# Карразеда-ди-Ансиайнш
Карразе́да-ди-Ансиа́йнш (порт. Carrazeda de Ansiães; [kɐʁɐ'zedɐ dɨ ɐ̃si'ɐ̃ĩʃ]) — посёлок городского типа в Португалии, центр одноимённого муниципалитета в составе округа Браганса. По старому административному делению входил в провинцию Траз-уж-Монтиш и Алту-Дору. Входит в экономико-статистический субрегион Доуру, который входит в Северный регион. Численность населения — 1,6 тыс. жителей (посёлок), 7 тыс. жителей (муниципалитет). Занимает площадь 280,91 км².

## Расположение
Поселок расположен в 77 км на юго-запад от адм. центра округа города Браганса.
Муниципалитет граничит:
- на севере — муниципалитет Мурса, Мирандела
- на северо-востоке — муниципалитет Вила-Флор
- на востоке — муниципалитет Торре-де-Монкорву
- на юге — муниципалитет Вила-Нова-ди-Фош-Коа
- на юго-западе — муниципалитет Сан-Жуан-да-Пешкейра
- на западе — муниципалитет Алижо

## История
Поселок основан в 1075 году.

## Население
| Численность населения муниципалитета по годам | Численность населения муниципалитета по годам | Численность населения муниципалитета по годам | Численность населения муниципалитета по годам | Численность населения муниципалитета по годам | Численность населения муниципалитета по годам | Численность населения муниципалитета по годам | Численность населения муниципалитета по годам | Численность населения муниципалитета по годам |
| --------------------------------------------- | --------------------------------------------- | --------------------------------------------- | --------------------------------------------- | --------------------------------------------- | --------------------------------------------- | --------------------------------------------- | --------------------------------------------- | --------------------------------------------- |
| 1801                                          | 1849                                          | 1900                                          | 1930                                          | 1960                                          | 1981                                          | 1991                                          | 2001                                          | 2004                                          |
| 6330                                          | 7706                                          | 13 605                                        | 13 559                                        | 14 340                                        | 11 420                                        | 9235                                          | 7642                                          | 7220                                          |

## Состав муниципалитета
В муниципалитет входят следующие районы:
1. Амеду
2. Бейра-Гранде
3. Белвер
4. Карразеда-де-Ансиайнш
5. Каштаньейру
6. Фонте-Лонга
7. Лавандейра
8. Линьяреш
9. Марзаган
10. Могу-де-Малта
11. Парамбуш
12. Перейруш
13. Пиньял-ду-Норте
14. Помбал
15. Рибалонга
16. Сейшу-де-Ансиайнш
17. Селореш
18. Виларинью-да-Каштаньейра
19. Зедеш